# Zrínyi Miklós (hadvezér)

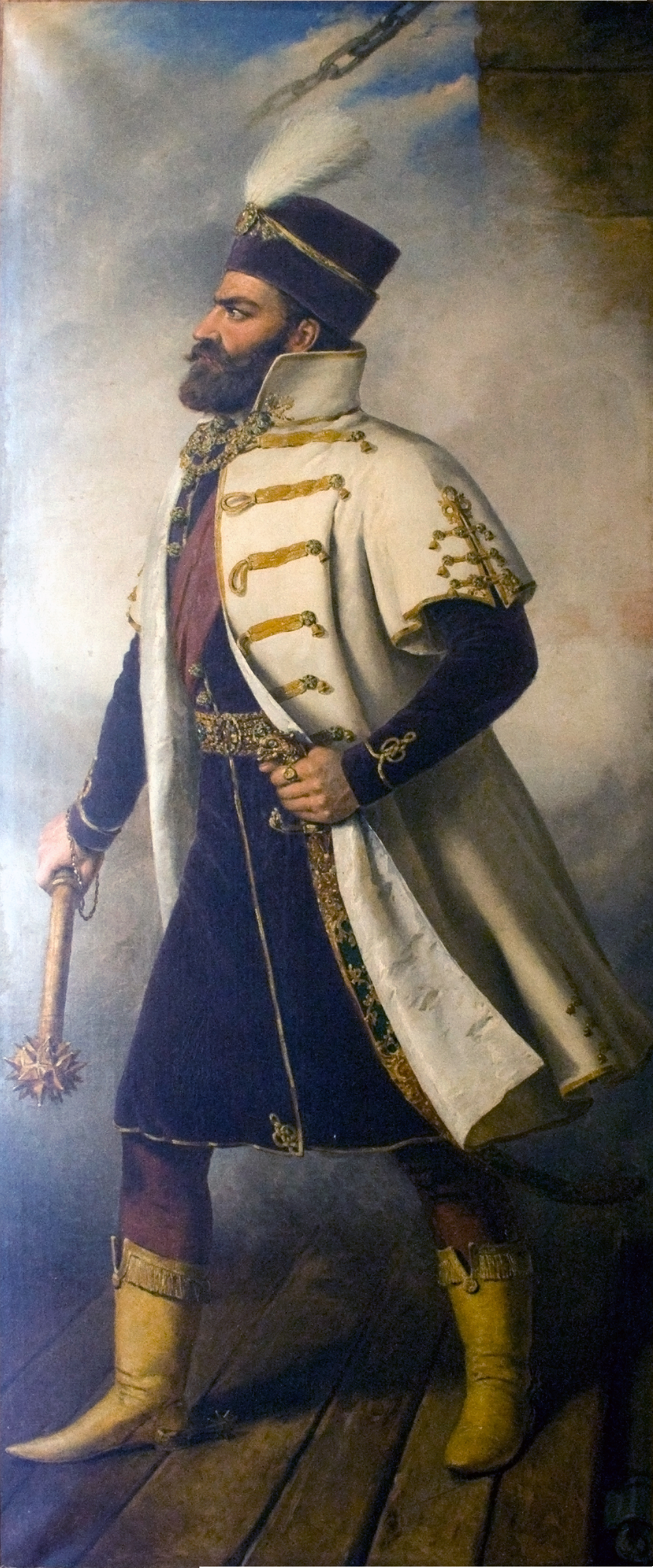
Barabás Miklós: Zrínyi Miklós (1842)

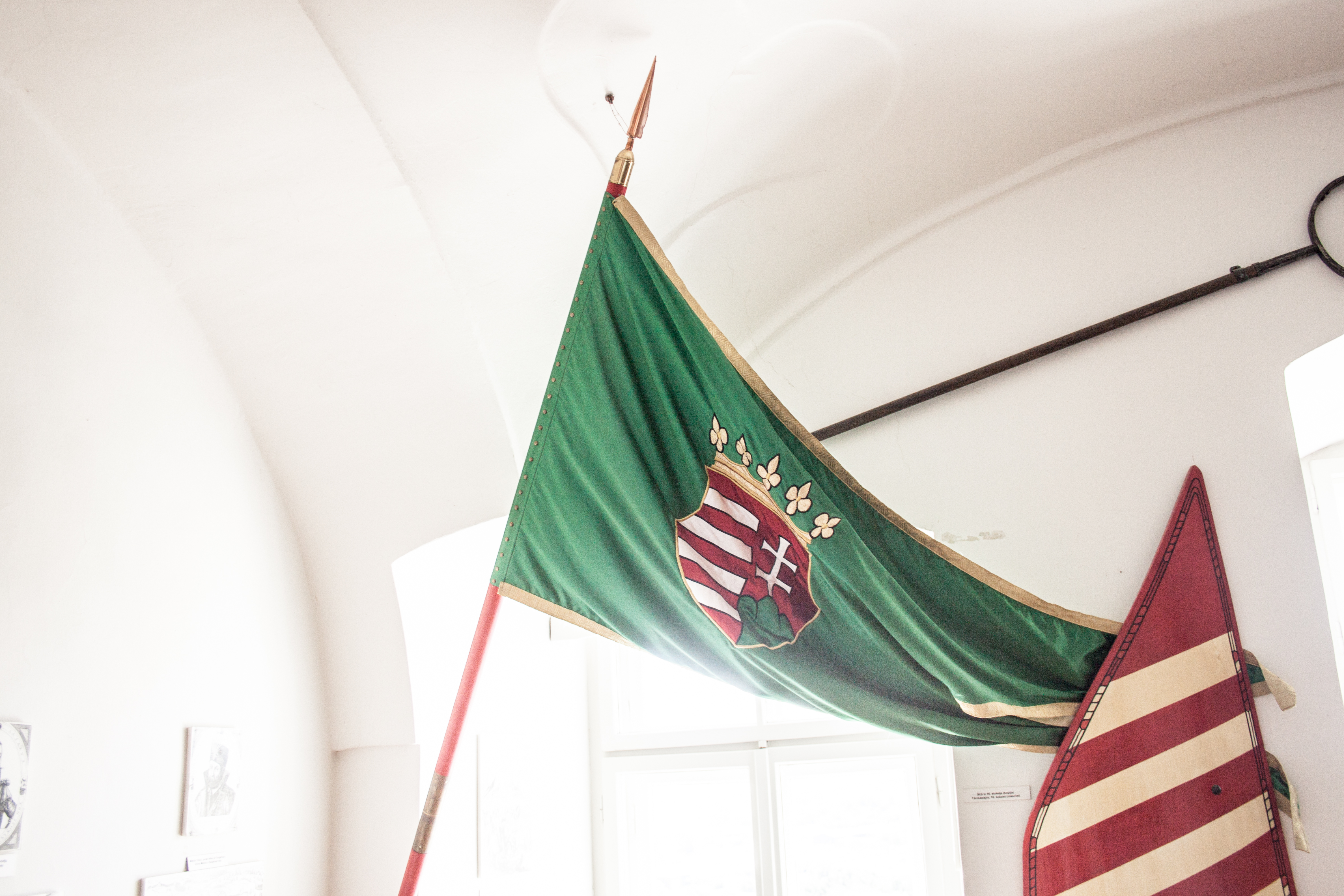
Zrínyi Miklós zászlaja (rekonstrukció)

Zrínyi IV. Miklós gróf, horvátul: Nikola Šubić Zrinski (Zriny, 1508 körül – Szigetvár, 1566. szeptember 7.), a szigetvári hős, a költő és hadvezér Zrínyi Miklós (Zrínyi VII. Miklós) dédapja.  Szigetvárért életét feláldozó legendás emlékű várkapitány Horvátországból származik. I. Ferdinánd magyar király, hozzá való hűségének elismeréseként 1542-ben horvát-szlavón-dalmát bánná nevezte ki. Az időközben dunántúli főkapitánnyá előléptetett Zrínyi 1566-ban, az I. Szulejmán oszmán szultán által vezetett, hozzávetőleg ötvenezer fős sereggel szemben közel egy hónapon át védte Szigetvárt hősiesen, ám végül maradék seregével a belső várba szorult. Ekkor a vár feladása helyett katonái élén szeptember 7-én kitört, és hősi halált halt.

## Élete
Szigetvári Zrínyi (a családban IV.) Miklós hasonló nevű atyjának Korbáviai Ilonával kötött házasságából született 1508-ban a család valamely horvátországi birtokán, nagy valószínűséggel akkori birtokközpontjában Zrin várában. Születésének időpontját nem ismerjük pontosan, csupán abból tudjuk kikövetkeztetni, hogy halálakor 58 évesnek említették a források.
Apai ágon a família az ősi horvát brebiri Subics (Šubić) családtól eredeztette magát. Ennek tagjai a késő középkorban már Ziryn (Zrinska utvrda) váráról nevezték magukat, mely birtokot 1347-ben kapták I. Lajos magyar királytól. A horvát Zrínyiek – grófi címük ellenére – a késő középkorban nem tudtak kilépni a Frangepánok (Frankopan) és Blagayak árnyékából, a horvát arisztokrácia másodvonalába tartoztak csupán. Ezen végül egy szerencsés házasság segített, melynek révén a Zrínyiek családi kapcsolatba kerültek a Gusich (Gusić) nemzetségbe tartozó Korbáviaiakkal, akik a 15. században Horvátország mellett már a budai magyar királyi udvarban is előkelő tisztségekhez jutottak.
Zrínyi Miklós nagyapja, Korbáviai Károly (Karlo Karlović) Hunyadi Mátyás király uralkodása idején a legbefolyásosabb horvát arisztokratának számított. Őt 1493-ban a törökökkel vívott és elvesztett udbinai csatában érte a halál, azaz a családban az oszmánok elleni hősi helytállás hagyományai már a 15. században megszülettek.
Ekkortól kezdve Korbáviai János (Ivan Karlović), Ilona testvére, azaz Zrínyi Miklós nagybátyja lett a család feje és a tetemes birtokok egyedüli örököse. 1504-től kezdve a horvát végeken kétszáz lovasra kapott rendszeres zsoldot a magyar királyi kincstárból, és ezzel messze túlszárnyalta a Frangepánok, Blagayak és a Zrínyiek erejét. A korban nem egyedülálló módon azonban János nem házasodott meg, így a hatalmas birtokok egyedüli örökösének Ilona és utódai számítottak. A Zrínyi család felemelkedésében ezért bírt különösen fontossággal a Zrínyiek és Korbáviai János között 1509-ben megkötött házassági szerződés. Ebben kikötötték, hogy János halálával a 21 várból álló hatalmas birtokegyüttes a Zrínyiek kezébe kerül. A szerződés biztosította az ekkorra már megszületett két testvér, Miklós és János öröklési jogát, és megnyitotta előttük az arisztokrácia elitjébe való jutás lehetőségét. A tényleges sikerhez azonban még hosszú út vezetett, s ezen a legfontosabb lépéseket Miklós tette meg.
Az ifjúkor
Zrínyi gyermekéveiről, tanulmányairól és neveltetéséről nem maradt fenn forrás, így jobbára analógiákra támaszkodhatunk. A többi határvidéki fiatal horvát és magyar arisztokratához hasonlóan valószínűleg valamelyik környékbeli előkelő udvarába került, ott tanulta meg a fegyverforgatást, valamint a birtokigazgatás, majd a rendi politizálás rejtelmeit. Nem kizárt, sőt feltételezhető, hogy Zrínyinek erre nagybátyja udvarában nyílt lehetősége, aki mellett bőven belekóstolhatott a végvidéki csatározásokba, illetve a Velencével és X. Leó pápával folytatott diplomáciai kapcsolatok intézésébe. Korbáviai Jánost 1521-ben Bakócz Tamás esztergomi érsek ajánlására Horvátország és Szlavónia bánjának nevezték ki, így az ország vezető zászlósurai és a királyi tanács tagjai közé emelkedett. Az új helyzetből nyilvánvalóan hasznot húztak a Zrínyiek is. Habsburg Ferdinánd osztrák főherceg például minden bizonnyal a bán sugalmazására fogadta zsoldjába a Zrínyieket 1524-ben. Ez ugyancsak fontos mérföldkőnek számított a Zrínyiek és az ifjú Miklós karrierjében, ugyanis innen datálható a Zrínyieknek a Habsburgok érdekében végzett szolgálata.
Az 1526. évi mohácsi csatavesztés után továbbra is Korbáviai János számított a rokonság fejének. Zrínyi Miklós 1527-től egyre gyakrabban tűnt fel a horvátországi hadműveletekben, két évvel később pedig a családi legendárium szerint már Bécs törökök elleni védelmében tüntette ki magát. Ez a kortárs forrásokból nem igazolható, de az tény, hogy az 1530-as években az ifjú Miklós elsősorban katonai képességeivel tűnt ki. Úgy látszik, főleg e tulajdonságáért becsülték, mert közigazgatási, gazdasági és diplomáciai feladatokra később sem kapott uralkodói megbízást. Pályafutása ezért inkább a katonabárók, a szlavóniai Pekry Lajos (Ludovik Pekry), a szerb Bakics Pál (Pavao Bakić) és a horvát Keglevich Péter (Petar Keglević) karrierjével mutat hasonlóságot, bár náluk mindenképpen tehetségesebbnek tarthatták, ami jól tükröződik sorsuk eltérő alakulásában is. Pekry és Keglevich kegyvesztettekké váltak a Habsburg-udvarban, családjuk kiszorult a legfelső körökből, Bakics pedig 1537-ben a törökök ellen harcolva vesztette életét. Vérbeli katonaként csak Zrínyinek sikerült a társadalmi hierarchia legmagasabb csúcsaira és az országot irányító elitbe, közvetlenül Nádasdy Tamás (Toma Nadasdy) nádor, Batthyány Ferenc (Franjo Batthyany) volt bán és Oláh Miklós (Nikola Oláh) érsek–királyi helytartó mögé, mellé eljutnia.
Zrínyi nem sokban különbözött kortársaitól. Az 1530-as években kíméletlen magánháborút folytatott a Dunántúl egyik legbefolyásosabb nagyurával, Török Bálinttal a csurgói uradalom birtoklásáért, Erdődy Simon (Šimun Erdödy) zágrábi püspökkel pedig egyes szlavóniai birtokokért. A környék kisnemesei és jobbágyai rettegték a Zrínyi nevet. Itteni tevékenysége azonban már jelezte, hogy Zrínyi az ősi horvát haza után immár a Dráván túli magyar területek felé is tájékozódik. Édesapja, III. Miklós a határ menti oszmán bégekkel is lepaktált birtokai védelme érdekében, amivel számos ellenséget szerzett a családnak a királyi udvarban. Habsburg Ferdinánd emiatt eleinte nem bízott a Zrínyiekben, és éveken át megtagadta, hogy elismerje a Zrínyiek jogát a Korbáviai birtokokra, amelyek Korbáviai János 1531-ben bekövetkezett, gyermektelen halála után szálltak a családra. Zrínyi Miklós az 1530-as években még nemkívánatos személynek számított a bécsi udvarban.
Az ifjú gróf két dolognak köszönhette, hogy minden gátló tényező ellenére hamarosan mégis kiemelkedő karriert futhatott be. Egyrészt élete végéig engesztelhetetlenül gyűlölte a törököket. Apja 1534-ben bekövetkezett halála után azonnal felmondta az adófizetést a törököknek, és folyamatosan támadta az oszmán kézen levő területeket. Az 1540-es években már rettegtek tőle az oszmán parancsnokok, akik folyamatosan panaszkodtak rá a Habsburg uralkodónál. Zrínyi másik tulajdonsága talán ennél is többet nyomott a latban. Mindvégig kitartott I. Ferdinánd oldalán, még a részleges kegyvesztettség éveiben sem próbálkozott Szapolyai udvarában jogai elismertetésével. Ez nagyon fontos vonása Miklós jellemének, hiszen kortársai közül többen, például Török Bálint és Perényi Péter (Petar Pereny) elég gyakran váltottak pártot. Sőt többen még a Horvátországgal szomszédos Szlavóniából is gyakran álltak Szapolyai oldalára. Zrínyi sohasem ingott meg. A már-már makacs lojalitás és az elkötelezett katonai szolgálat hosszabb távon aztán meghozta az eredményét.
Úgy tűnik, hogy Zrínyi konok természete ösztönös politikai érzékkel párosult. Jól felismerte saját lehetőségeit, soha nem vitte kenyértörésre a vitát nála hatalmasabb ellenfeleivel, ellenben kíméletlenül lecsapott a gyengébbekre. Ez történt 1539 májusában, amikor Kosztajnica (Kostajnica) várában megölte az árulóvá váló Hans Katzianert, korábbi királyi főhadparancsnokot és fogadott testvérét. Az 1530-as évek ünnepelt osztrák hadvezére ugyanis az 1537-ben elvesztett eszéki (Gorjan) csata után átállt Szapolyai János oldalára, és félő volt, hogy egész Horvátországot és Szlavóniát elszakítja a Habsburgoktól.
Ellenségeik sokszor a szemükre vetették – és ezt átvette a szakirodalom jelentős része is –, hogy a Zrínyiek politikai pályája orgyilkossággal kezdődött. Nem feledhető azonban, hogy Katzianer mozgalma óriási veszélyt jelentett a Magyar–Horvát Királyság Habsburg kézen maradt területeire. Mivel Zrínyi jelleméhez hozzátartozott a törökellenesség és a Ferdinánd király iránti hűség, ennek logikus következménye a kétségkívül árulóvá, sőt szülőföldje számára egyenesen veszélyessé vált Katzianer likvidálása. Természetesen Zrínyi is megkérte különleges szolgálatai árát. Ferdinánd 1541 januárjában adománylevelet adott ki a Zrínyi testvéreknek a Korbáviai-birtokokra, és ezzel a hatalmas családi birtokok végérvényesen a kezükbe kerültek. Mikor pár hónappal később Zrínyi János egy, a zágrábi püspök szolgálóival történt összecsapás során életét vesztette, Miklós egyedül maradt a család élén.
A horvát–szlavón bán (1542–1556) 
1542 fekete esztendő volt a magyar történelemben, még ha ez oly sok egyéb gyászos dátum között gyakran elsikkad is. Ekkor vált végérvényessé, hogy a Magyar Királyság fővárosa, a törökök által a mohácsi csata évfordulóján, 1541. augusztus 29-én elfoglalt Buda tartósan oszmán kézen marad. A Brandenburgi Joachim főhadparancsnok vezette keresztény seregek sikertelenül ostromolta Budát, és ez mindenki számára világossá tette, hogy a Habsburg uralkodó nem képes visszaszerezni az ország közepe feletti uralmat. Az egyetlen szépségtapaszt Zrínyi katonai akciója jelentette, aki horvát–magyar huszárjai élén megfutamította a pesti török őrséget. Valószínűleg ez is közrejátszott abban, hogy Ferdinánd 1542. december 24-én a 34 éves grófot Horvátország és Szlavónia bánjává nevezte ki. Ez a poszt a Magyar Királyság legfontosabb tisztségei közé tartozott, méltóságban közvetlenül a nádor, az országbíró és az erdélyi vajda mögött állt. Feladatai közé tartozott a rábízott tartományok katonai védelme, valamint a nemességgel karöltve a polgári közigazgatás és az igazságszolgáltatás irányítása. Zrínyi így már változatos területeken bizonyíthatta képességeit, ám kétségkívül a katonai képességeire volt a legnagyobb szükség.
Zrínyire hatalmas teher hárult, ugyanis az oszmán hadvezetés gőzerővel támadta Szlavóniát. 1542-ben elesett Raholca (Orahovica) és Darnóc (Drenovac), 1543-ban Valpó (Valpovo), Atyina (Vočin), Dobrakucsa (Dobra Kuča), a következő évben Fejérkő (Bijela Stijena), Pekrec (Pakrac), Velika (Kraljeva Velika) és Kristallóc, 1545-ben pedig Monoszló (Moslavina). A pozsegai Murád, a hercegovinai Malkocs, a boszniai Ulama és a klisszai Veli bég vezette hadjáratok következtében 1545 végére Körös (Križevci) megye keleti fele elesett, és Zrínyinek a pusztítások során lakatlanná váló területen kellett feltartóztatni a hódítókat.
Az 1540-es években Zrínyi emberfeletti erőfeszítéseket tett a helyzet stabilizálása érdekében. Az uralkodó ígéretet tett 600 lovas és 400 gyalogos állandó fizetésére, de ezekkel az összegekkel legtöbbször adós maradt. Zrínyinek ezért saját jövedelmeiből kellett állnia a védelem költségeit. Hamar felismerte, hogy csak a birtokállomány kiterjesztésével tudja növelni bevételeit, ugyanakkor a folyamatosan fogyó horvát–szlavón területeken már alig akad jövedelmezőbb uradalom. 1543 június 17-én feleségül vette Frangepán Katalint, Frangepán Ferdinánd vegliai gróf és Brankovics Mária lányát; Frangepán Katalinnal együtt pedig megszerezte a Frangepánok ozalji ágainak több uradalmát. 1546-ban a Hampó-Ernuszt örökséget vette el Keglevich Pétertől, aki azt szintén törvénytelenül birtokolta. Ekkor került a kezébe a Drávától északra, Zala vármegyében fekvő hatalmas muraközi uradalom Csáktornya (Čakovec) központtal, ahová még ebben az évben átköltözött a család. A horvát arisztokrata tehát a szűk értelemben vett Magyarországra tette át székhelyét. Akár jelképesnek is vehetjük, hogy néhány esztendővel Buda eleste után a horvát–szlavón bán már Magyarországon tartotta a rezidenciáját. Miklós és Frangepán Katalin hét gyermeke itt született meg, és a Zrínyiek idejében a kastély az országrész egyik politikai, gazdasági és kulturális központjává vált.
Zrínyi közben a zágrábi püspökséget is igyekezett magának megszerezni, ám ez alkalommal nem járt sikerrel. Hiába érvelt amellett, hogy a törökellenes védelem érdekében a legtöbb erőforrásnak a bán kezében kell összpontosulnia, az uralkodó nem támogatta az elképzelést. Így amikor Oláh Miklós 1548-ban távozott a püspökség éléről, Gyulay Farkas (Vuk Gyulay) követte őt a tisztségben. Több száz év távlatából visszatekintve Zrínyi elképzelése teljesen racionálisnak tűnik, és nem csupán az egyéni birtokszerzés motiválta, miként azt ellenfelei a fejére olvasták. Ráadásul utóbb a zágrábi püspökök egy része ténylegesen is ellátta a báni feladatok egy részét (főként az igazságszolgáltatási teendőket).
Zrínyi katonai erőfeszítései dacára 1552-ben újabb komoly területi veszteségek érték Szlavóniát. Elesett Verőce (Virovitica), Csázma (Čazma), Dombró (Dubrava) és Usztilónya (Ustilonja), végül pedig a Tahy család kezében álló gorbonoki kastély is. Ezzel a középkori magyar állam legnagyobb megyéje, Körös szinte teljes egészében oszmán kézbe került, csupán csekély északnyugati részét sikerült megőrizni Cirkvena, Szentgyörgyvár (Đurđevac), Kapronca (Koprivnica) és Ludbreg végváraktól nyugatra. A késő középkorban a Magyar Királyság leggazdagabb vidékének számító Pozsega (Požega), Verőce (Virovitica) és Körös megyék alig tíz év alatt hosszú időre kiszakadtak az országból. Lakóinak többsége elmenekült, mégpedig nem kis részben a Dráván túli Magyarországra, helyükre ortodox vlahok költöztek, akik viszont már ellenségként tekintettek a Habsburg határvédelmi rendszerre.
A következő években a határ menti harcok tovább folytatódtak. Bár újabb nagy hadjáratokra nem került sor, a folyamatos háborúskodás felemésztette Zrínyi erejét. Ennek ellenére sikerült stabilizálnia a határvédelmet, sőt 1556-ban jelentős támogatást tudott nyújtani a dunántúli magyar váraknak. Az 1555-ben elesett Babócsa visszavétele után Nádasdy Tamás nádorral, Tiroli Ferdinánd főherceggel és Sforza Pallavicini hadbiztossal együttműködve a Rinya mocsaraiban sikerült feltartóztatnia Ali budai pasa csapatait, akik így nem tudták folytatni Szigetvár ostromát, s a Horváth Márk által parancsnokolt kulcsvár ezzel megmenekült. Ez volt az 1523. évi szávaszentdemeteri (Sremska Mitrovica) ütközet óta az első jelentősebb közös magyar–horvát–osztrák katonai siker. Ebben Zrínyi elévülhetetlen érdemeket szerzett, és bizonyította, hogy az ország egyik legkiválóbb katonai vezetője. Az egykori nemkívánatos horvát főúrból így a bécsi udvarban elismert katona, országos főméltóság és kiemelkedő nagybirtokos lett.
Az 1556. évi hadjárat bizonyította, hogy a keresztény határvédelem nem képes kétfrontos háborút viselni. Zrínyi távollétében ugyanis elesett az Una partján álló Novi és Kosztajnica vára. Ez biztosan szerepet játszott abban, hogy Zrínyi lemondott a báni tisztségről. A lemondás legfőbb oka azonban az volt, hogy 1557 elején sikerült az Erdődyektől megszereznie a Vas vármegyei Monyorókerék (Eberau) várát. Miklós a következő években ide tette át a székhelyét, miközben 1557-ben elnyerte a Magyar Királyság tárnokmesteri tisztét is. Kortársaihoz hasonlóan próbálta családi birtokait a védettebb Dunántúlra áthelyezni, és ezután már ennek az országrésznek a védelmét tartotta a legfontosabbnak. A folyamatos északra húzódás tehát mind birtokstratégiájában, mind tisztségváltásaiban jól kimutatható. A horvát gróf így egyre inkább magyar arisztokratává és magyarországi politikussá vált.
Horvátország és Szlavónia összességében igen sokat köszönhetett Zrínyinek, aki páratlanul hosszú ideig, 14 éven keresztül töltötte be a báni tisztséget. Hivatalviselése idején kezdődött meg az új törökellenes védelmi rendszer kiépítése, és tevékenységével, tapasztalataival és beszámolóival hozzájárult ahhoz, hogy a következő évtizedekben sikerült megállítani a további területvesztéseket.
Az arisztokrácia soraiban
A horvát végeken született Zrínyi az 1540-es évek második felében a magyarországi politikai elitbe is bekerült. Ennek jeleként költözött át 1546-ban a már említett Csáktornyára, ahonnan a magyarországi és a szlavóniai birtokokat könnyen ellenőrizhette és a szomszédos Stájerország felé is szoros kapcsolatokat tarthatott fenn. Szívós munkával a Dunántúlon is több uradalmat szerzett meg, és 1549-ben már a Magyar Királyság leggazdagabb nagybirtokosai közé tartozott. A haza- és stratégiaváltást jelezte az is, hogy 1561 őszétől Szigetvár várkapitánya, két évvel később pedig dunántúli kerületi főkapitány lett. Így valójában ő irányította a Balaton és a Dráva közötti határvédelmet, egyben oltalmazta nemrég szerzett birtokait is. Új pozíciói révén Zrínyi a Habsburg Monarchia elitjének tagja lett. Ezt a nagy ugrást jelzi, hogy házat vásárolt Bécsben, azaz a monarchia székvárosában, György fia pedig helyet kapott Habsburg Rudolf és Ernő udvartartásában, majd II. Miksa kinevezte a császári udvar étekfogójának.

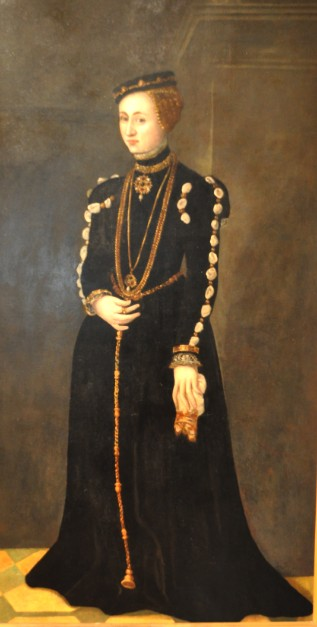
Második felesége: Rosenberg Éva

A Habsburgok iránti hűség Zrínyinél összekapcsolódott a katolikus egyház melletti kitartással. Ma már bizonyítottnak látjuk, hogy Miklós nem lett a reformáció híve. Ilona lányát katolikus szertartás szerint adta férjhez 1560-ban, második házasságát pedig maga is egy cseh katolikus nemesi család sarjával kötötte. A Zrínyiek protestánsokat támogató magatartása csak György fiánál igazolható először.
A családi felemelkedés érdekében Zrínyi – a kor vezető arisztokratáinál megszokott módon – gyermekei házasságát is felhasználta. S e téren is igen sikeres volt, ami egyértelműen országos elfogadottságról tanúskodik. Frangepán Katalintól született lányai közül Ilona Országh Kristófhoz, majd Balassi Istvánhoz, Katalin Thurzó Ferenc kamaraelnökhöz, majd Forgách Imréhez, Dorottya a neves Batthyány Boldizsárhoz, Borbála Thurzó Elekhez, Orsolya Perényi Jánoshoz, másodszorra pedig Bánffy Miklóshoz ment feleségül. Zrínyi Margit férje Homonnai Drugeth Miklós, Magdolnáé pedig először Telekessy István, majd Joseph Johann Graf von Thurn volt. Az 1560-as években újabb kör nyílt meg Zrínyi előtt, amikor oltár elé vezette Eva z Rožmberka cseh katolikus arisztokrata hölgyet. Zrínyi 1563 végén György fiával együtt megkapta a morva indigenátust, azaz a horvát–magyar nemes immár a Cseh Korona országaiban is megvetette lábát. Zrínyi György Pyrcho Graf von Arco lányát, Annát vette feleségül, míg féltestvére, az Evától született János Maria Magdalena z Kolowrat kezét nyerte el.
Szédítő pályafutás és óriási siker volt ez, kevés ilyet ismerünk a Magyar Királyság e korszakából. Míg Zrínyi közvetlen felmenői csak a horvát és a szlavón elit tagjaival házasodtak, addig Miklós először a Magyar Királyság legfőbb családjaival fonta szorosra a kötelékeket, majd élete utolsó éveiben a Habsburg Monarchia elitjének családjai közé lépett. Nem véletlen, hogy az 1563 őszi pozsonyi koronázó diétán felmerült a neve a nádori tisztségre esélyesek között, két évvel később pedig ő vitte a Szent Korona másolatát Habsburg Ferdinánd temetésén, miközben fia a Magyar Királyság zászlaját emelte magasba. Ez a reprezentációs esemény mindenki számára nyilvánvalóvá tette, hogy a Zrínyiek nemcsak a Magyar Királyság, hanem a Habsburg Monarchia vezető köreibe is feljutottak, így előttük csaknem minden ajtó nyitva áll. Ezt azért is kiemelten fontos hangsúlyozni, mert az 1566 nyarán Szigetvár várába bezárkózó nagyurat nem lehet összehasonlítani a kor többi törökverő vitézével. Ő ekkor már nem csupán kiváló katona, hanem a horvát, a magyar és a Habsburg politikai elit kiemelkedő tagja is volt. Sem az Egert védő Dobó István, sem Temesvár hős várkapitánya, Losonczy István nem mérhető vele össze. A Drégely ostromnál elesett Szondi György vagy a Gyulán elfogott Kerecsényi László pedig fényévnyi távolságra álltak tőle a társadalmi és politikai hierarchiában. Közülük Zrínyi veszthetett a legtöbbet. Mindezek ismeretében hősi halála különleges magasságokba emeli.
Szigetvári kapitány
A kortársak is furcsállották, amikor 1561-ben Zrínyi Miklós a Horváth Márk (Marko Horvat Štančić) halálával megüresedett szigetvári várkapitányságért folyamodott. Egy országos politikustól ez valóban különleges lépésnek tűnt. S ha végignézünk a szigetvári várkapitányok névsorán, akkor fel kell tennünk a kérdést: miért vállalta el Zrínyi Miklós a korábban Tahy Ferenc (Franjo Tahi), Dersffy Farkas (Vuk Dersfi), Kerecsényi László (Ladislav Kerecseny), illetve Farkasich Gergely (Grgur Farkašić) által betöltött posztot? A szigeti kapitány 1800 katonára kapott zsoldot, és eredetileg hozzá tartozott Vízvár, Csurgó, Berzence, Barcs és Babócsa várkastélyainak irányítása is. A szigeti kapitányság költségei körülbelül évi 75 000 forintot tettek ki, amelynek behajtása teljesen reménytelen volt, így a kapitánynak minden évben mélyen a zsebébe kellett nyúlnia. Igaz, szigeti kapitányként Zrínyi saját muraközi és délnyugat-dunántúli birtokait is védte. 

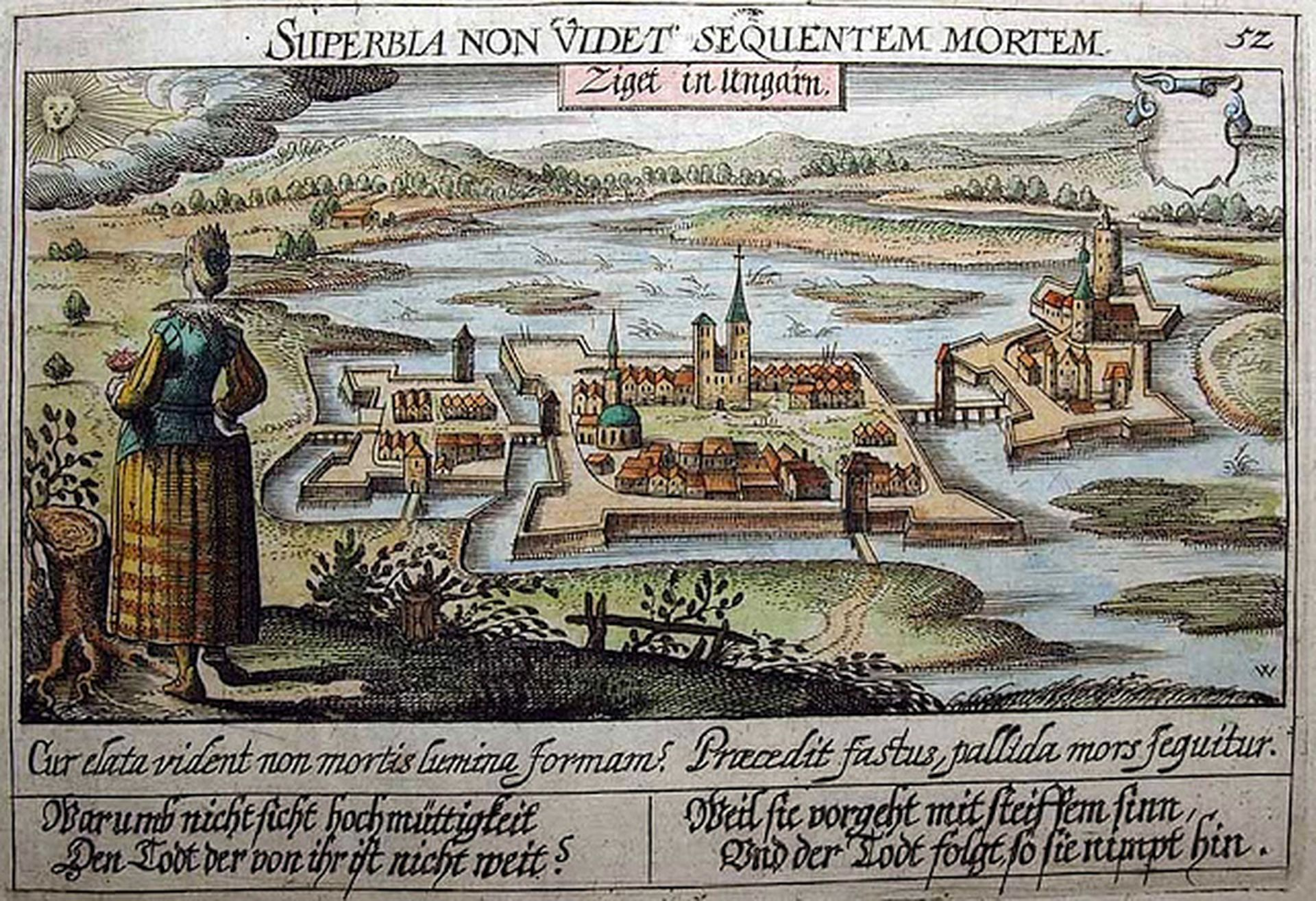
Szigetvár látképe a 16. században

A családi és magánérdek mellett emberi tartása is közrejátszhatott döntésében, hiszen a Bánffyak, Batthyányak és Nádasdyak közül senki sem vállalta a szigeti kapitányságot, pedig az ő birtokaikat is ez az előretolt, egyre szorongatottabb helyzetben lévő végvár védte. Zrínyitől nem volt idegen a vitézséget megkövetelő pozíció. Nagyapja hősi halála és egész katonai pályája – hatalmas társadalmi emelkedése és anyagi gyarapodása ellenére – szinte predesztinálta erre a feladatra. Elhivatottsága, keresztény elkötelezettsége és magyar–horvát hazája iránti lankadatlan szeretete is hozzájárulhatott döntéséhez.
Zrínyi Szigetvár élén tevékenyen kapcsolódott be a dél-dunántúli és a szlavóniai határvédelembe és vállalt részt továbbra is régi pátriája törökök elleni védelméből. Katonái 1562-ben már Pécs alatt portyáztak, a Dráva túloldalán fekvő Monoszlónál és Szentgyörgynél lerombolták az épülő oszmán tarisznyavárakat. Mind a Dunántúlon, mind Szlavóniában nagyon szigorúan adóztattak, még a Szerémségből is beszedték törvényesnek vélt járandóságaikat. Rendszeresen megtámadták a dunai hajókat, és a szigeti gyalogosok nem egyszer Buda várának ellátását veszélyeztették. A törökök helyzete egyre tarthatatlanabbá vált, a mohácsi és pozsegai bégek egyre-másra írták panaszleveleiket Bécsbe az 1556-ban alapított Udvari Haditanácshoz, valamint Szülejmán szultánnak Isztambulba, és Zrínyit az 1562-ben megkötött béke megszegésével vádolták. Zrínyi szigetvári kinevezése tehát az oszmánok elleni védekezés új korszakát nyitotta meg a régióban.
Mivel Zrínyi az érdemi visszacsapásokkal is operáló, aktív védelem mellett volt, komoly összeütközésbe került Miksa királlyal és az udvari hadvezetés tagjaival, akik a béke fenntartása mellett érveltek. Mindkét álláspont védhető volt, hiszen a Habsburg Monarchia nem volt felkészülve egy újabb általános háborúra a hatalma csúcsán álló Oszmán Birodalommal, ám Zrínyi joggal érezhette, hogy a törökök a háborús békeévekben is folyamatosan apasztják az országot. Ezért arra törekedett, hogy minden erőforrást megszerezzen a védelemhez, ugyanakkor a hódítók körül felégesse lehetséges utánpótlási vonalaikat. A felperzselt föld taktikája azonban óriási károkat okozott a környék jelentős részben még mindig magyar lakosságának is. Ezért az uralkodó 1565-ben bizottságot küldött Sziget várába, hogy vizsgálja ki a Zrínyi ellen érkező panaszokat. Az ügynek kimondatlanul is volt egy koncepciós mellékszála, amelynek következtében Zrínyi lemondott tisztségéről, amit azonban az uralkodó nem fogadott el. Jól tudta ugyanis, hogy ott, a helyszínen csak a Zrínyi által képviselt taktikával lehet megakadályozni az újabb területi veszteségeket.
1565 novemberében Isztambulban, a szultán közvetlen környezetében eldöntötték, hogy a következő évben újra belevágnak Szülejmán fiatalkori tervének megvalósításába, és a szultán személyes vezetésével Bécs ellen vonulnak. A cél eléréséhez azonban óhatatlanul szükséges volt Sziget várának elfoglalása, hiszen Zrínyi katonái könnyedén elvághatták volna a dunai utánpótlást. A hadjárat megindításának más okai is voltak. Minden bizonnyal szerepet játszott az előző évben Máltán elszenvedett fiaskó kiküszöbölésének vágya, János Zsigmond pozícióinak megerősítése Erdélyben a Habsburgokkal szemben és a szultán belső ellenzékének, valamint a mind türelmetlenebb janicsároknak a megnyugtatása. Emellett nem zárhatjuk ki a szultán személyes ambícióit sem, aki egész életében meg akarta törni a rivális Habsburgokat, és erre most jó esély látott az ifjú Miksával szemben, aki 1564-ben foglalta el a trónt.
A szultáni fősereg 1566. augusztus 5-én érkezett a falak alá, és ezzel kezdetét vette a heroikus küzdelem. Zrínyi Miklós körülbelül 2500 katonája élén próbálta megakadályozni a mintegy 50 000 fős szultáni hadsereg felvonulását, ahol a máltai hadjáratban már bizonyított Ali Portug irányította az ostromot. Augusztus 21-én elesett az Óváros, és benne közel ezer magyar és horvát vitéz. A hatalmas nyári hőség kedvezett az ostromlóknak, akik állandó nyomás alatt tartották a védőket. A várban rekedt emberek folyamatosan várták a Győrnél táborozó keresztény felmentő sereg megérkezését, erre azonban nem került és az óriási távolság miatt nem is kerülhetett sor. Már csak azért sem, mert a keresztény hadvezetés célja Bécs és előterének biztosítása, illetve a sereg épségének a megőrzése volt, vízi utánpótlás híján pedig nem kockáztathattak egy esetleges kudarcot. A hatalmas túlerő végül felőrölte a védők erejét, akiknek nem maradt más választásuk, mint Zrínyi vezetésével vállalni a hősi halált. 

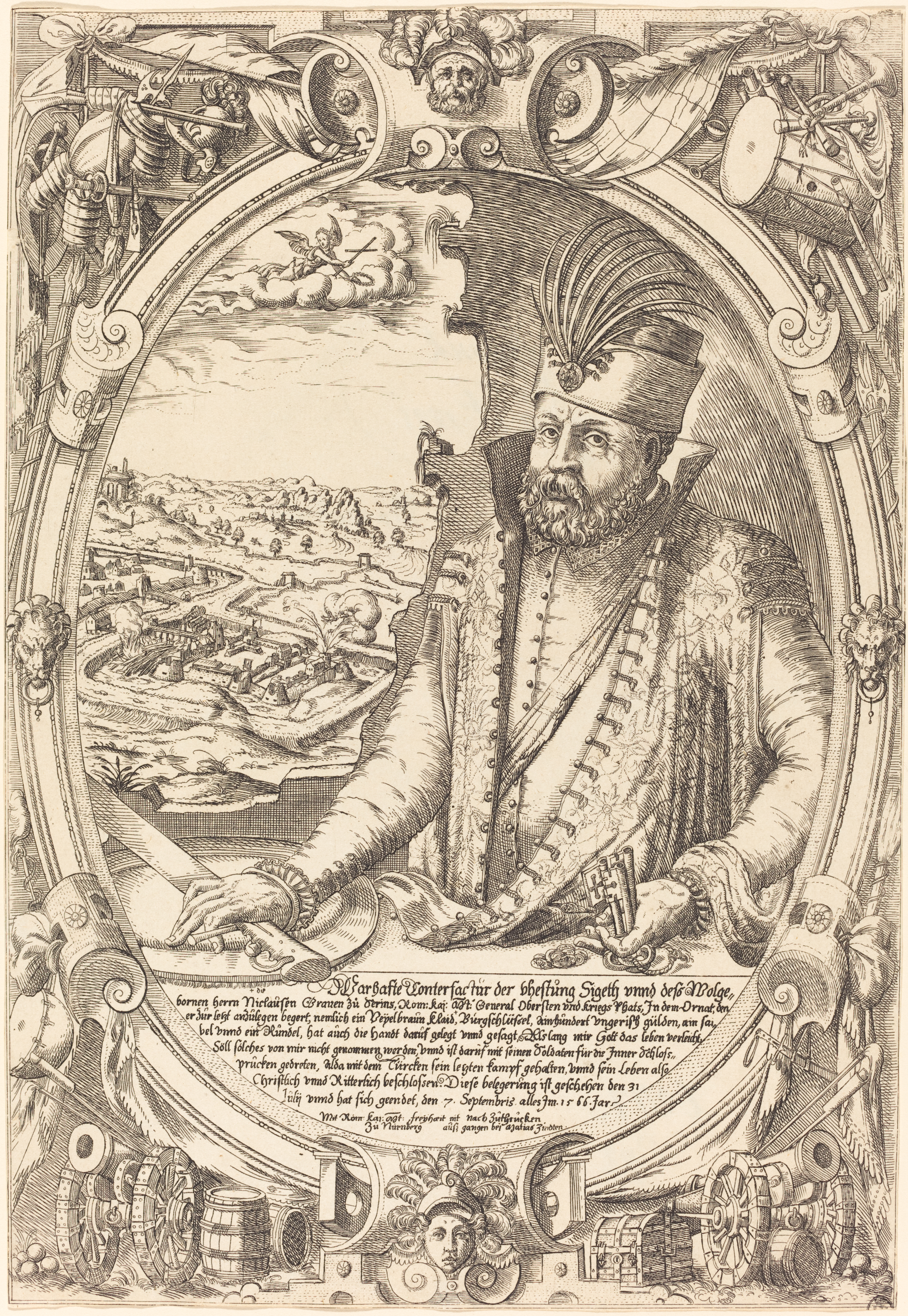
Zrínyi Miklós

A magyar szakirodalomban felbukkant az a vélemény, hogy Zrínyi katonai hibái vezettek a vár elestéhez. Az ostrom során valóban tévedett néhányszor, ám a vár sorsa nem ezen múlott. A sokszoros túlerő, a szokatlanul száraz nyár, a felmentő sereg elmaradása és a várban bekövetkező lőporrobbanás együttesen okozták a vár végzetét. Paradox módon még a szultán szeptember 6-án kora hajnalban bekövetkezett halála is a várvédők esélyeit csökkentette. Szokollu Mehmed nagyvezír számára létkérdéssé vált a halál eltitkolása és az ostrom sikeres lezárása. Félő volt ugyanis, hogy ha a seregben elterjed Szulejmán halálának híre, fejetlenség tör ki, és a visszavonulás Zrínyivel a nyomukban katasztrofális körülményekkel járhat.
Külön kiemelendő, hogy Zrínyi úgy zárkózott a várba, hogy ez számára nem lett volna sem szükséges, sem kötelező, és még az ostrom utolsó napján is maradt két választása: megadja magát, vagy meghal. Ő az utóbbit választotta. Ezzel elkerülte a fogságba esést, és azt, hogy személye alku tárgya legyen a következő béketárgyalásokon.
A várvédők hősiességének révén a szultáni hadjárat kudarcba fulladt, mert az elvesztegetett hetek, majd a szultán halála lehetetlenné tette a támadás folytatását. Ezt követően harminc évig nem indultak szultáni seregek a Magyar Királyság felé, Közép-Európa pedig megmenekült a hódítástól.
Az elmúlt évszázadokban többször felvetődött, hogy vajon kit és mit tisztelünk Zrínyi Miklósban. Annyi bizonyos, hogy nem csupán önfeláldozó halála tette példaképpé. Pályafutása ugyanis éppen azokra az évtizedekre esett, amikor a kor két világbirodalma közé szorult Magyar–Horvát Királyság területén kiépült egy százötven éven keresztül jól vizsgázó védelmi rendszer, és ő maga is aktív irányítója volt a horvát-szlavón, majd a dél-dunántúli végeknek. Zrínyi kiemelkedő típusa az újra fegyvert fogó magyar nemesnek, akik ezrével harcoltak családi birtokaikért és ezzel együtt az országért az ezer kilométeres harcvonalon. Közülük kétségkívül Zrínyi jutott a legmagasabbra, így példája óriási mozgósító erővel bírt a későbbi évtizedekben. Bár Szulejmán birodalma kétségkívül a kor szuperhatalma volt, mégsem sikerült leigáznia Magyarországot. Ez nem magyarázható az uralkodónak a korábbi értékelésekben gyakran előbukkanó negatív jellemvonásaival, hiszen Rodoszt meghódítani, Bécs alá eljutni és a Kelet-Mediterráneumot ellenőrzés alatt tartani hatalmas teljesítmény volt. Ám a magyar nemesség balkáni sorstársaival ellentétben túlélte az első oszmán csapásokat, nem pusztult el, és nem is hódolt be a megszállóknak. Habsburg támogatással harcba kezdett, és neki köszönhetően nem volt olyan település a Kárpát-medencében, ahová ne jutottak volna el az adószedő magyar végvári katonák, ezzel is fenntartva a Magyar–Horvát Királyság virtuális egységét. Zrínyi és kortársai heroikus küzdelmének köszönhetően az Oszmán Birodalom folyamatos lépéshátrányba került ezen a hadszíntéren. Amíg az oszmánok egyre több frontvonalon kényszerültek helytállni, addig itt egy mind szervezettebb védelmi rendszer született meg a 16. század közepén, amely egész Közép-Európát megóvta a hódítástól. Zrínyi Közép-Európa közös hőse. A horvát grófból magyar arisztokratává emelkedő, elkötelezett törökellenes katonára és politikusra így joggal lehet büszke minden magyar és horvát, sőt osztrák és cseh állampolgár, minden szigetvári, zágrábi vagy csáktornyai lokálpatrióta. Egyszerre tarthatjuk őt a történeti Magyar- és Horvátország, illetve az egykori Habsburg Monarchia közös hősének.

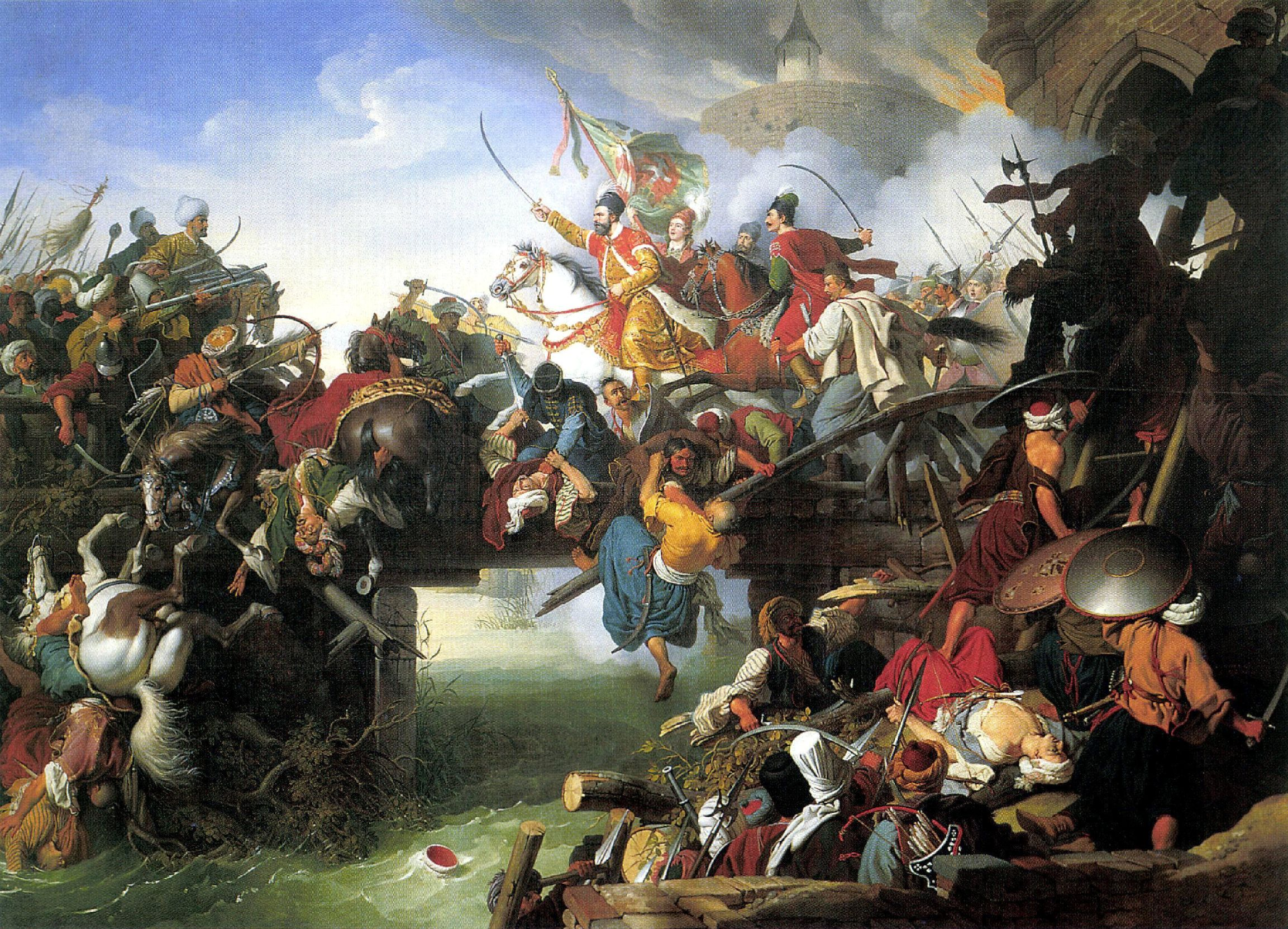
Johann Peter Krafft: Zrinyi kirohanása
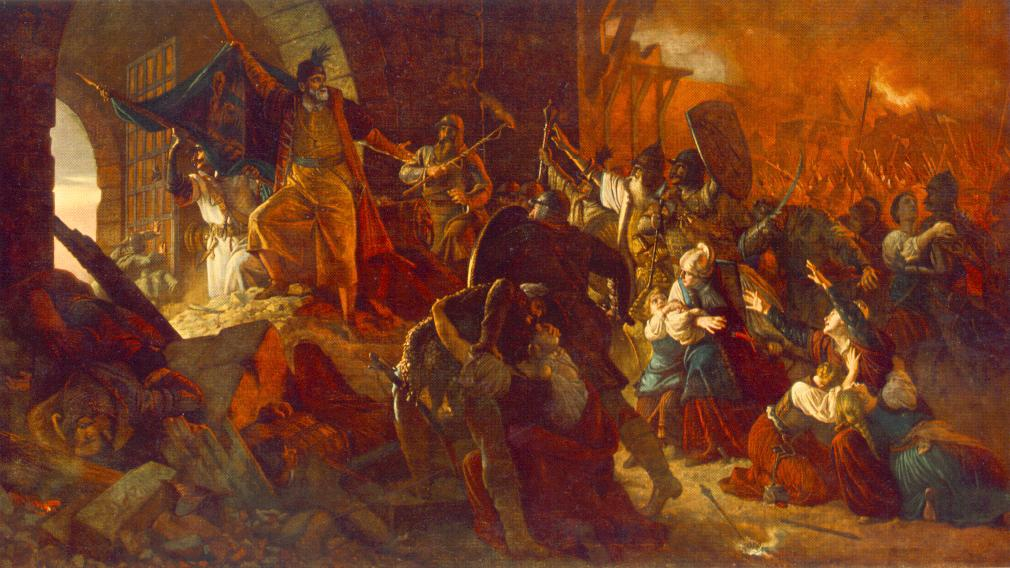
Székely Bertalan: Zrinyi kirohanása
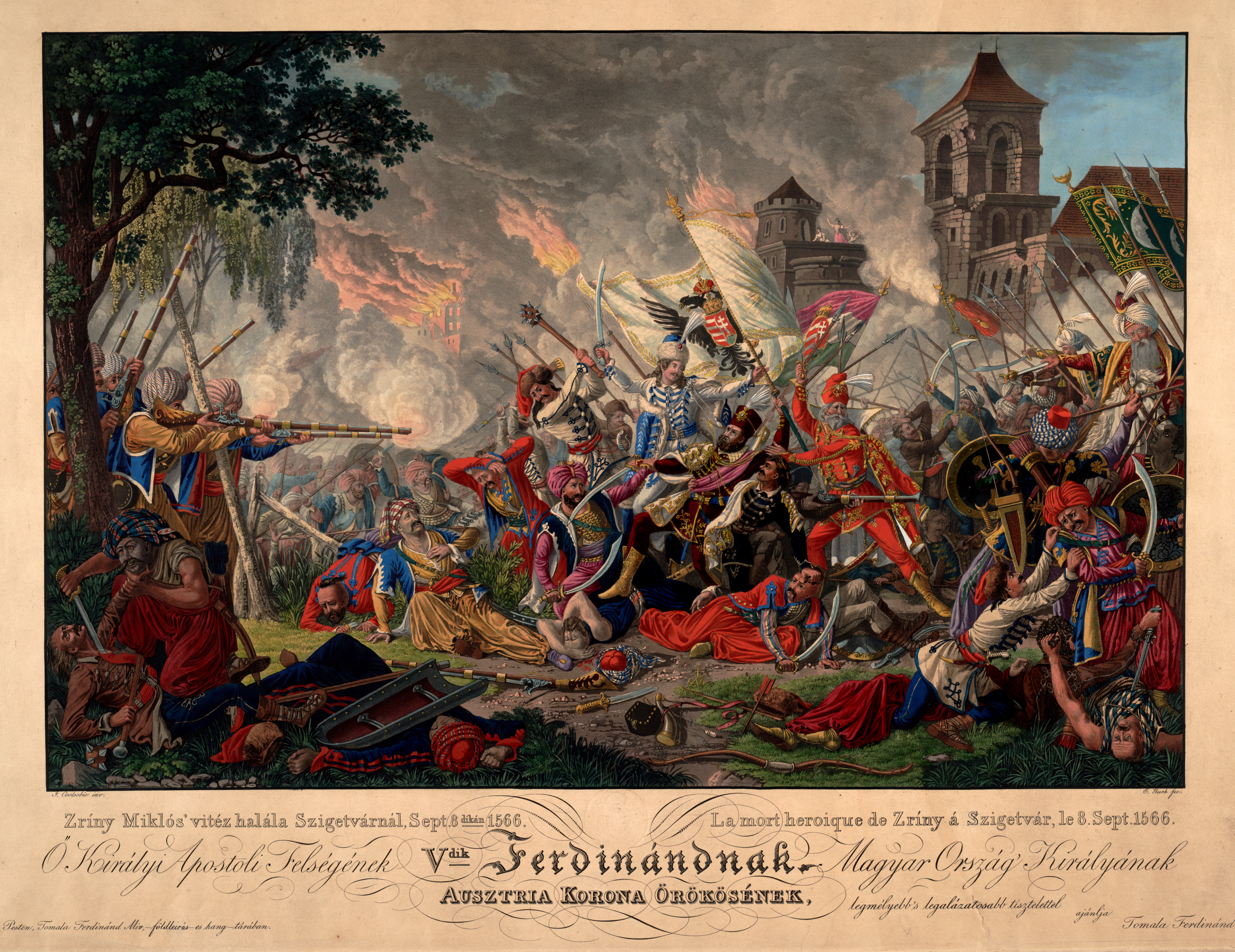
Jan Osolsobie: Zrínyi Miklós vitéz halála Szigetvárnál
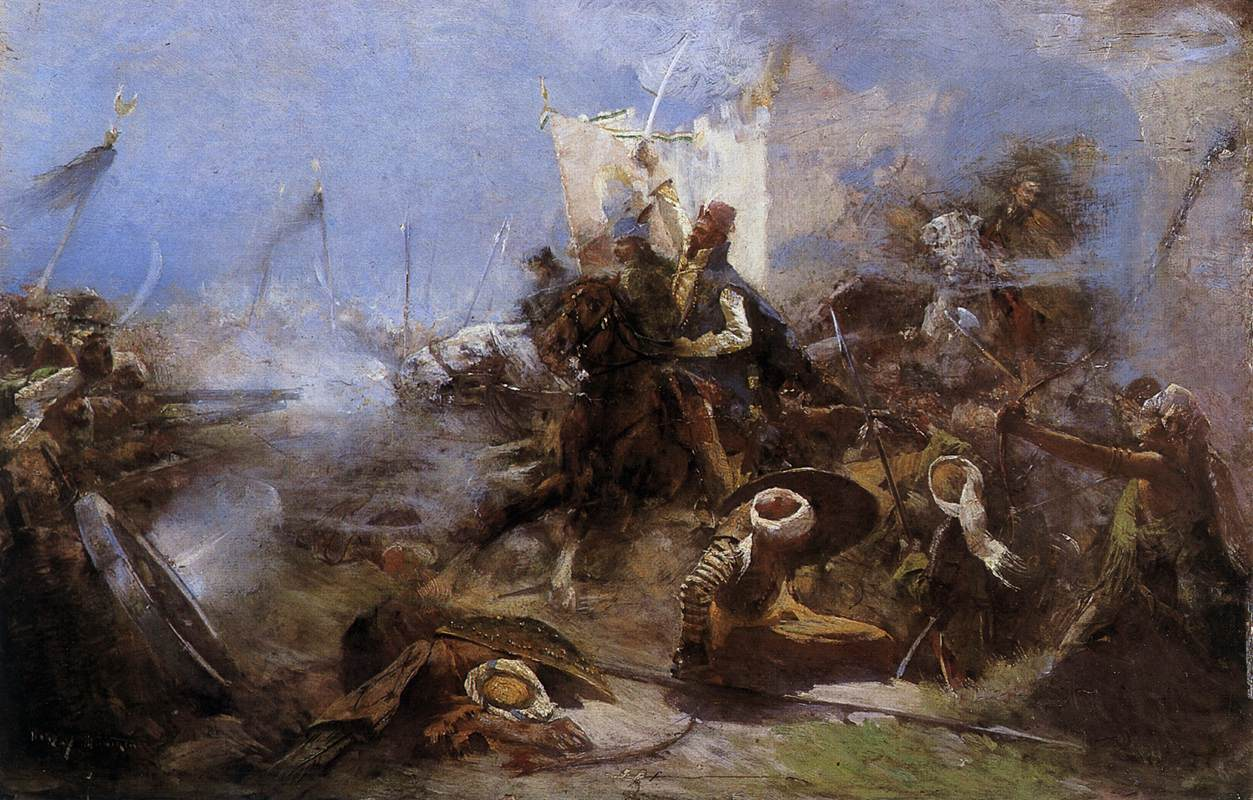
Hollósy Simon: Zrinyi kirohanása
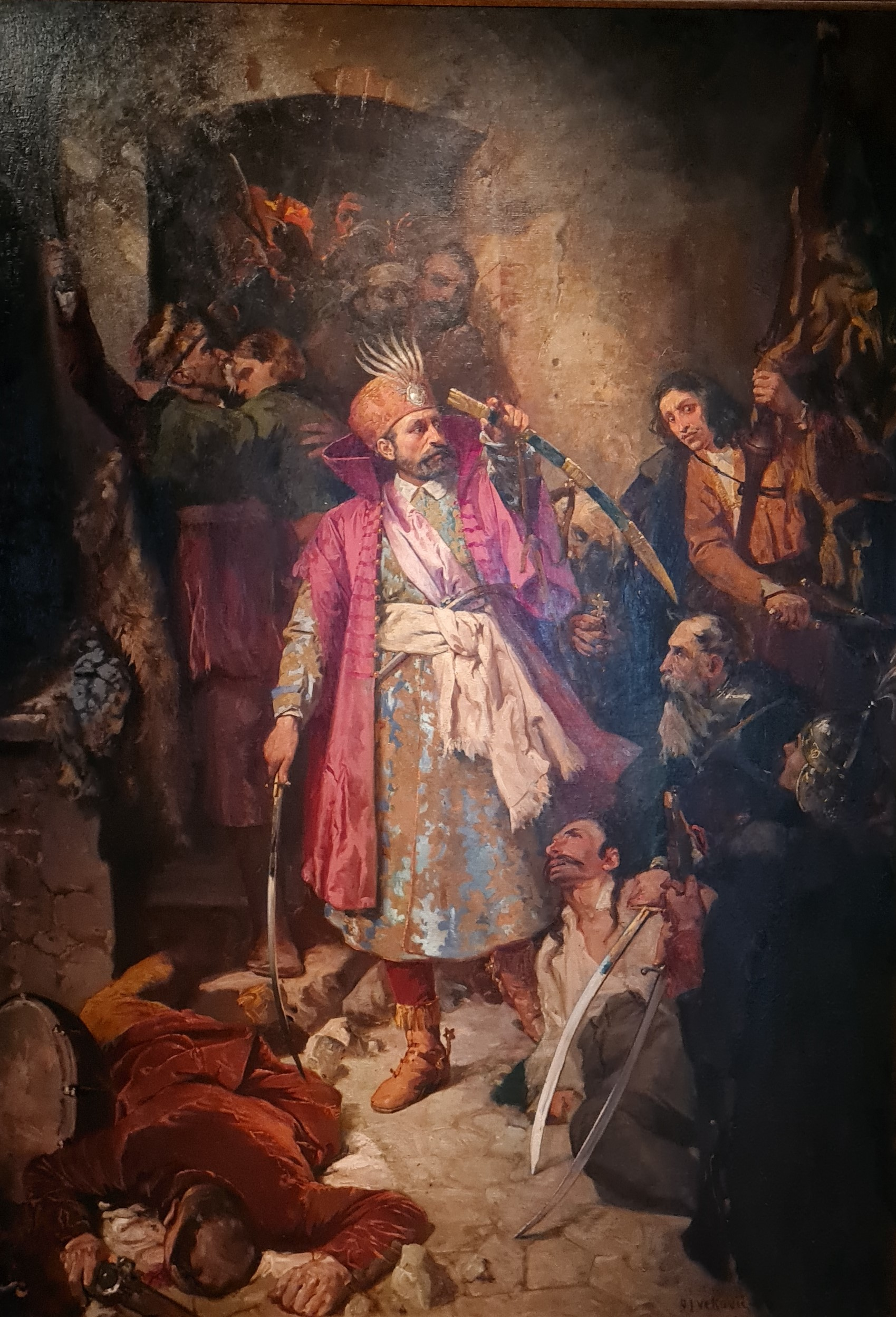
Oton Iveković: Zrínyi Miklós

## Családja
Első feleségétől, Frangepán Katalintól tizenhárom gyermeke (öt fiú és nyolc lány), második feleségétől, Rosenberg Évától egy fia, Zrínyi III. János született. A felnőttkort megért hét lánya mind magyar főurakhoz ment feleségül. A Frangepán Katalinnal való házasságából származó egyetlen életben maradt fia, Zrínyi IV. György, aki megörökölte apja tárnokmesteri címét, szintén jelentős sikereket ért el a törökellenes harcokban. Özvegye, Rosenberg Éva férje halálát követően a kis Zrínyi III. Jánossal Csehországba költözött, ahol 1578-ban férjhez ment az itáliai származású Paolo de Gassoldohoz, és 1591-ben halt meg Mantovában. Fiuk, Zrínyi III. János, mint cseh nagybirtokos, 1612-ben gyermektelenül halt meg, a sírhelye a hohenfurthi (Vyšší Brod) ciszterci apátság templomában található.

## Emlékezete
A Bécsi Szépművészeti Múzeumban őrzik szablyáját, mentéjét és sisakját.
Carrarai márványból faragott életnagyságú szobrát felállították a Hadvezérek csarnokában, a bécsi Hadtörténeti Múzeumban is.

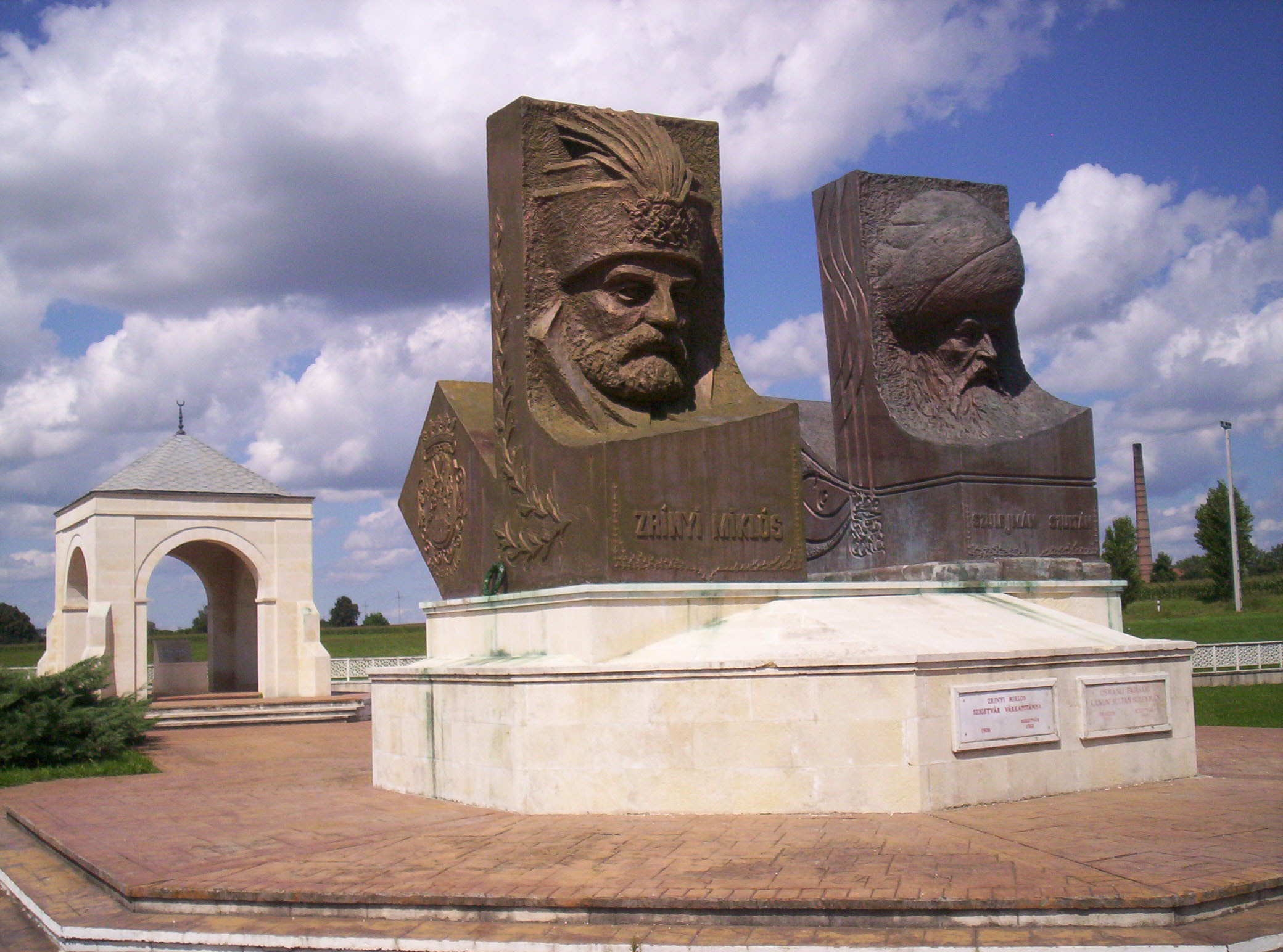
Zrínyi és Szulejmán emlékműve Szigetváron a Magyar–Török Barátság Parkban
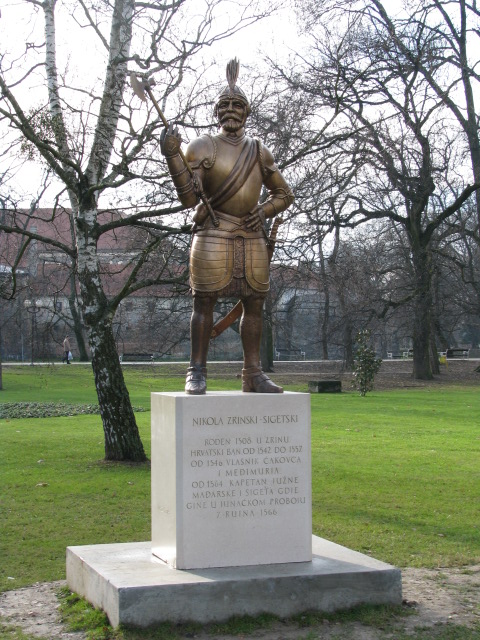
Zrínyi Miklós szobra Csáktornyán

## Származása
Zrínyi Miklós a Šubić nemzetségből származott, mely a horvát főnemesség legelőkelőbb családjai közé tartozott. Történetüket a 13. századig lehet visszakövetni. Ekkor kapták hűbérbirtokul a magyar királytól a dalmáciai Brebir (Bribir) várát. Ettől kezdve brebiri grófokként találkozhatunk velük. II András idejében például Brebiri István gróf a tengerparti bán címet viselte. 1347-től a Velencével folytatott harcok során elpusztuló tengerparti birtokaik helyett Nagy Lajos királytól adományul kapott zrini kastély után gróf Zrínyinek (Zrinski) nevezték magukat. 